# 角藤定憲
角藤 定憲（すどう さだのり、慶応3年7月16日（1867年8月15日） - 明治40年（1907年）1月20日）は、壮士芝居の座長。彼の旗揚げ興行が新派の始まりとされている。

## 経歴
備前国岡山の七軒町（現・岡山市北区南中央町）、もしくは備前国御津郡宇垣村字野々口（現・岡山県岡山市北区御津野々口）に生まれた。音平と言った。明治維新で士族の生家が没落し、郵便配達などを勤めたのち、1887年（明治20年）（20歳）、京都で巡査となったが、"過激な自由民権運動は取り締まれ"との命令に逆らって退職し、1888年、中江兆民の自由党機関紙『東雲新聞』に入り、自伝小説『剛胆の書生』を連載した。
保安条例により大阪へ逐われていた兆民は、中村宗十郎の歌舞伎『雪中梅』を観て、自由民権運動の推進に演劇が有効と気付き、『剛胆の書生』の上演を角藤に勧めた。尻込みした上で、角藤は宗十郎の弟子の中村九升に演技の手解きを受け、同年12月、『日本改良演劇一座』と称し、自作の『耐忍之書生貞操佳人』と、幸徳秋水作の『勤王美談上野曙』とを、新町座で上演した。しろうと芝居だったが、もの珍しさが評判を呼び、板垣退助にも激励された。後続の劇団が各地に生まれた。
角藤は俳優に転じ、笠井栄次郎、池田吉之助、神原清三郎、横田金馬ら、十数人の座員と、翌年から京都・中国地方・九州を巡業した。『大日本壮士演劇会』、『大日本帝国元祖壮士演劇』などとも称した。『壮士演劇』の『壮士』とは、自由民権運動の活動家の呼び名である。
1894年（明治27年）、東京で初公演したが、後続の川上音二郎、伊井蓉峰、福井茂兵衛、山口定雄らの数劇団がすでに根を下ろしていて、角藤一座は注目されず、もっぱら地方を回るようになった。
1907年（明治40年）（42歳）、巡業先の神戸大黒座の楽屋で、肺炎のために没した。晩年は不遇だった。
旗揚げの『新町座』の跡地に近い大阪市西区新町二丁目の新町南公園には、1953年（昭和28年）建立の、『角藤定憲改良演劇創始之地』の碑がある。揮毫を頼まれた喜多村緑郎は、第一案の『新派演劇発祥地』は嫌ったという。劇団新派のホームページは角藤を新派の祖としているが、壮士芝居と新派とは別の系譜、とする論も行われる。

## おもな上演
- 『耐忍之書生貞操佳人』、角藤定憲作、大阪新町座（1888.12）
- 『勤王美談上野曙』、幸徳秋水作、大阪新町座（1888.12）
- 『快男児』、浅草吾妻座（1894.06）
- 『二人狂』、（岩崎蕣花作）、市村座
- 『日露戦争第一信』、夷谷座（1904.02）
- 『旅順陥落』、夷谷座（1904.02）
- 『日露戦争第二信』、夷谷座（1904.03）